# Microlinyphia johnsoni
Microlinyphia johnsoni is een spinnensoort in de taxonomische indeling van de hangmatspinnen (Linyphiidae).
Het dier behoort tot het geslacht Microlinyphia. De wetenschappelijke naam van de soort werd voor het eerst geldig gepubliceerd in 1859 door John Blackwall.